# Jake Gibb
Jake Gibb (6 de fevereiro de 1976) é um jogador de vôlei de praia estadunidense.

## Carreira
Jake Gibb representou, ao lado de Casey Patterson, seu país nos Jogos Olímpicos de Verão. Nos Jogos Olímpicos de Verão de 2016, terminand na fase de grupos.